# Жан-Філіпп Крассо
Жан-Філіпп Крассо (фр. Jean-Philippe Krasso, нар. 17 липня 1997, Штутгарт) — івуарійський футболіст, нападник сербського клубу «Црвена Звезда» та національної збірної Кот-д'Івуару.

## Клубна кар'єра
Народився 17 липня 1997 року в місті Штутгарт, Німеччина, але незабаром родина переїхала до Франції, де Крассо почав займатись футболом у невеликому клубі «Шатору». Пізніше він перебрався в «Лор'ян», де пробув до 2017 року. Там він виступав спочатку за молодіжну, а потім і за резервну команду, але до основи так і не пробився. Покинувши клуб, він продовжив грати на аматорському рівні, спочатку за «Шильтігайм», а потім за «Епіналь».
28 травня 2020 року підписав трирічний контракт із «Сент-Етьєном» і дебютував на професіональному рівні у фіналі Кубка Франції проти «Парі Сен-Жермена» (0:1), вийшовши на заміну на 83 хвилині замість Матьє Дебюші. 
Оскільки Крассо провів лише шість матчів у Лізі 1, наприкінці січня 2021 року його віддали в оренду клубу третього дивізіону «Ле-Ман». Він грав там регулярно і забив п'ять голів у 14 іграх. Повернувшись до «Сент-Етьєна», Жан-Філіпп Крассо використовувався більш регулярно і навіть забив свій перший гол у Лізі 1 в грі проти «Клермона» (3:2), але не зміг закріпитися в основному складі (16 матчів у чемпіонаті, але лише п'ять разів у стартовому складі), через що 27 січня 2022 року знову був відданий в оренду, цього разу до клубу другого дивізіону «Аяччо». Там він боровся за місце основного центрального нападника і забив чотири голи в 15 матчах, допомігши команді вийти до Ліги 1. Влітку 2022 року Крассо знову повернувся до «Сент-Етьєна», яке саме вилетіло до Ліги 2, і цього разу зміг поборотися за місце в стартовому складі на позиції центрфорварда. Він відіграв  сезон 2022/23 за «Сент-Етьєн», ставши найкращим бомбардиром і асистентом своєї команди в Лізі 2. А забивши чотири голи у матчі з «Бастією», Крассо став першим футболістом, який відзначився «покером» у цьому турнірі у 21 столітті.
20 червня 2023 року на правах вільного агента підписав чотирирічний контракт із «Црвеною Звездою». 30 липня в дебютному матчі за клуб з «Воєводиною» (5:0) відзначився дублем і був визнаний найкращим гравцем туру. Станом на 5 серпня 2023 року відіграв за белградську команду 13 матчів в національному чемпіонаті.

## Виступи за збірну
2017 року виступав за молодіжну збірну Кот-д'Івуару на Турнірі в Тулоні, де забив 2 голи і став з командою фіналістом турніру.
25 вересня 2022 року дебютував в офіційних матчах у складі національної збірної Кот-д'Івуару під час товариської гри проти Того (2:1).
| Дата       | Місто         | Господарі         | Результат | Гості               | Турнір                                  | Голи | Примітки |
| ---------- | ------------- | ----------------- | --------- | ------------------- | --------------------------------------- | ---- | -------- |
| 24-9-2022  | Ле-Петі-Кевії | Кот-д'Івуар       | 2 – 1     | Того                | товариський матч                        | -    | 62'      |
| 27-9-2022  | Ам'єн         | Кот-д'Івуар       | 3 – 1     | Гвінея              | товариський матч                        | -    | 61'      |
| 16-11-2022 | Марракеш      | Кот-д'Івуар       | 4 – 0     | Бурунді             | товариський матч                        | 1    | 59'      |
| 19-11-2022 | Марракеш      | Буркіна-Фасо      | 2 – 1     | Кот-д'Івуар         | товариський матч                        | -    | 61'      |
| 24-3-2023  | Буаке         | Кот-д'Івуар       | 3 – 1     | Коморські Острови   | Відбір до Кубка африканських націй 2023 | 1    | 71'      |
| 28-3-2023  | Мороні        | Коморські Острови | 0 – 2     | Кот-д'Івуар         | Відбір до Кубка африканських націй 2023 | -    | 66'      |
| 17-6-2023  | Ндола         | Замбія            | 3 – 0     | Кот-д'Івуар         | Відбір до Кубка африканських націй 2023 | -    | 62'      |
| 9-9-2023   | Сан-Педро     | Кот-д'Івуар       | 1 – 0     | Лесото              | Відбір до Кубка африканських націй 2023 | -    | 89'      |
| 17-11-2023 | Абіджан       | Кот-д'Івуар       | 9 – 0     | Сейшельські Острови | Відбір до ЧС 2026                       | 1    | 46'      |
| Усього     |               | Матчів            | 9         |                     | Голів                                   | 3    |          |

## Титули і досягнення
- Чемпіон Сербії (1):

«Црвена Звезда»: 2023/24
- Володар Кубка Сербії (1):

«Црвена Звезда»: 2023/24
Збірні
- Переможець Кубка африканських націй: 2024